# Grid (série de televisão)
Grid (hangul: 그리드; rr: Geulideu) é uma série de televisão via streaming sul-coreana estrelada por Seo Kang-joon, Kim Ah-joong, Kim Mu-yeol, Kim Sung-kyun e Lee Si-young. Estreou no Disney+ em 16 de fevereiro de 2022.

## Sinopse
Um thriller de rastreamento de mistério do Departamento de Assuntos Gerais e detetives investigando a verdade sobre a existência misteriosa que salvou a humanidade em crise.

## Elenco

### Principal
- Seo Kang-joon como Kim Sae-ha / Kwon Sae-ha,[3] um funcionário do Grid Bureau
- Kim Ah-joong como Jung Sae-byeok,[2] uma detetive
- Kim Mu-yeol como Song Eo-jin,[2] um funcionário do Grid Bureau
- Kim Sung-Kyun como Kim Ma-nok / Lee Si-won,[2] um assassino
- Lee Si-young como o fantasma,[2] a fundadora do Grid

### Coadjuvante
- Jang So-yeon como  Choi Sun-wool,[4] a vice-diretora do Grid Bureau
- Song Sang-eun como Chae Jong-i,[5] uma funcionária do Grid Bureau
- Lee Kyu-hoe como Han Wi-han, o chefe de segurança do Grid Bureau
- Jung Won-joong como ministro do Ministério do Comércio, Indústria e Energia
- Kim Hyung-mook como Jo Heung-sik, o diretor do Grid Bureau
- Kwon Hyuk como chefe de departamento do Grid Bureau
- Heo Joon-suk como Major Im Ji-woo,[6] o capitão do Esquadrão Especial do Grid Bureau
- Kong Sang-a como Kim Min-seon, mãe de Sae-ha
- Jo Hee-bong como Ko Han-seung, superior de Sae-byeok
- Cha Sun-woo como Jung Him-chan,[7] irmão mais novo de Sae-byeok
- Lee Seung-cheol como Lee Jang-hyuk, pai adotivo de Si-won que foi morto pelo fantasma

### Aparições especiais
- Lee Hae-young como Kwon Soo-geun, pai de Sae-ha, morto pelo fantasma
  - Seo Kang-joon como Soo-geun mais jovem
- Yoo Jae-myung como pessoa desconhecida[8]
- Ki Hong Lee como Homem do futuro[8]

## Episódios
| N.º                                                                                                   | Título        | Dirigido por                               | Escrito por  | Exibição original       |
| --- | ------------- | ------------------------------------------ | ------------ | ----------------------- |
| 1 | "Episódio 1"  | Khan Lee e Park Cheol-hwan                 | Lee Soo-Yeon | 16 de fevereiro de 2022 |
| Jung Saebyeok, uma detetive, testemunha um fenômeno inacreditável ao prender um assassino.            |               |                                            |              |                         |
| 2 | "Episódio 2"  | Khan Lee e Park Cheol-hwan                 | Lee Soo-Yeon | 23 de fevereiro de 2022 |
| Saeha tenta entrar no 13º andar, onde os arquivos confidenciais da mulher estão trancados.            |               |                                            |              |                         |
| 3 | "Episódio 3"  | Khan Lee, Park Cheol-hwan e Kwon Hyuk-chan | Lee Soo-Yeon | 2 de março de 2022      |
| Saeha rouba os arquivos classificados e fica sabendo de um terrível incidente que ocorreu em 1997.    |               |                                            |              |                         |
| 4 | "Episódio 4"  | Khan Lee, Park Cheol-hwan e Kwon Hyuk-chan | Lee Soo-Yeon | 9 de março de 2022      |
| Eojin fica preocupado com Saebyeok e a visita, mas a tensão permanece na relação dos dois.            |               |                                            |              |                         |
| 5 | "Episódio 5"  | Khan Lee, Park Cheol-hwan e Kwon Hyuk-chan | Lee Soo-Yeon | 16 de março de 2022     |
| Saeha acredita que a mulher aparecerá no escritório de administração e espera por ela, armado.        |               |                                            |              |                         |
| 6 | "Episódio 6"  | Khan Lee, Park Cheol-hwan e Kwon Hyuk-chan | Lee Soo-Yeon | 23 de março de 2022     |
| Saebyeok prende Manok, mas perde a custódia para a vice-diretora do escritório de administração.      |               |                                            |              |                         |
| 7 | "Episódio 7"  | Khan Lee, Park Cheol-hwan e Kwon Hyuk-chan | Lee Soo-Yeon | 30 de março de 2022     |
| Para alterar o curso de sua vida e salvar o planeta, Saeha volta no tempo diversas vezes.             |               |                                            |              |                         |
| 8 | "Episódio 8"  | Khan Lee, Park Cheol-hwan e Kwon Hyuk-chan | Lee Soo-Yeon | 6 de abril de 2022      |
| Saeha retorna ao ano de 2021, mas o tempo volta novamente devido a um acidente.                       |               |                                            |              |                         |
| 9 | "Episódio 9"  | Khan Lee, Park Cheol-hwan e Kwon Hyuk-chan | Lee Soo-Yeon | 13 de abril de 2022     |
| Saebyeok descobre um terrível segredo e corre para o escritório de administração para ver Manok.      |               |                                            |              |                         |
| 10 | "Episódio 10" | Khan Lee, Park Cheol-hwan e Kwon Hyuk-chan | Lee Soo-Yeon | 20 de abril de 2022     |
| O escritório de administração tenta atrair a mulher usando Manok e Saeha como isca. Mas Manok escapa. |               |                                            |              |                         |

## Produção
A série é dirigida por Khan Lee, diretor de filmes como Desert Dream (2007), e escrita por Lee Soo Eun, que escreveu a série Life (2018), e o famoso drama jurídico Secret Forest. É produzido pela Ace Factory, Arc Media. É uma série original para a plataforma Disney+.

## Lançamento
Grid foi lançada em 16 de fevereiro de 2022 no Disney+ via Star na Coreia do Sul e em territórios selecionados da Ásia-Pacífico, assim como em países do Sudeste Asiático através do Disney+ Hotstar. Em 7 de setembro de 2022, a série foi lançada nos Estados Unidos através do Hulu, na América Latina através do Star+ e em outros territórios no Disney+ através do Star.